# Yi So-yeon

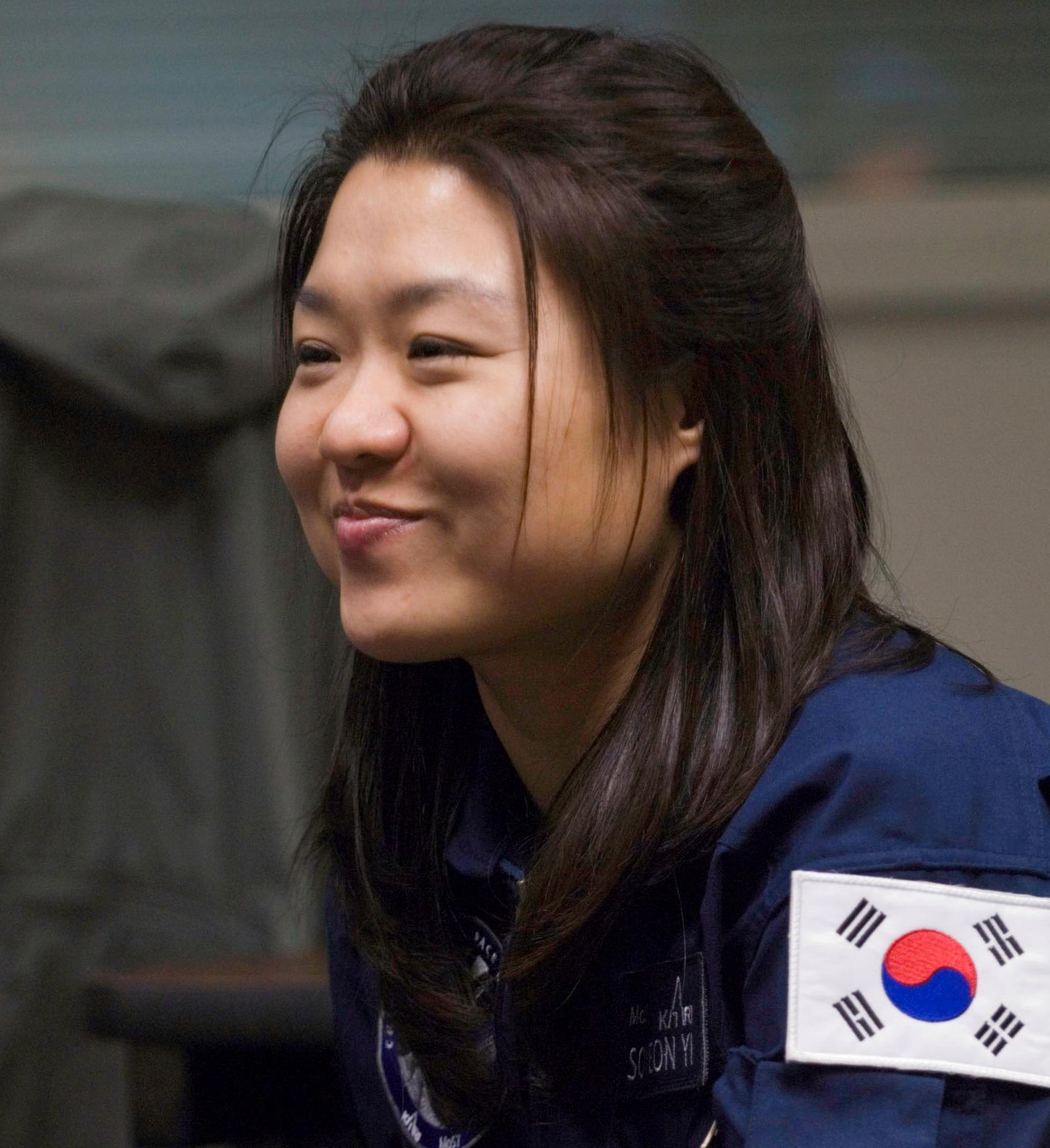
Yi So-yeon

Yi So-yeon (Koreaans, 이소연) (Gwangju, 2 juni 1978) is een Zuid-Koreaanse astronaut.
So-yeon werd op 8 april 2008 met de Sojoez TMA-12 gelanceerd. Zij was op 25 december 2006 een van de twee finalisten van het Koreaanse Astronauten Programma, een wedstrijd om de eerste Koreaanse astronaut in de ruimte te krijgen. Naast de eerste Koreaanse astronaut is zij pas de tweede Aziatische astronaut.